# Jiří Schneider
Jiří Schneider (* 2. srpna 1963 Karlovy Vary) je bývalý český diplomat a politik; po sametové revoluci československý poslanec Sněmovny lidu a Sněmovny národů Federálního shromáždění za Občanské fórum, později za ODS, v 90. letech český velvyslanec v Izraeli, v letech 2010 až 2014 první náměstek ministra zahraničních věcí ČR a bývalý státní tajemník pro Evropskou unii. V letech 2016-20 byl výkonným ředitelem Aspen Institute Central Europe.

## Biografie
Narodil se v Karlových Varech, vystudoval České vysoké učení technické v Praze (ČVUT) obor geodézie, kartografie a následně od roku 1988 dálkově religionistiku na University of Cambridge.
Ve volbách roku 1990 byl zvolen za OF do Sněmovny lidu (volební obvod Severomoravský kraj). Po rozkladu Občanského fóra přestoupil v roce 1991 do poslaneckého klubu ODS. Ve volbách roku 1992 přešel do Sněmovny národů. Ve Federálním shromáždění setrval do zániku Československa v prosinci 1992.
Od roku 1993 působí na ministerstvu zahraničních věcí, kde zastával různé funkce (třikrát stál v čele odboru analýz a plánování). V letech 1995 až 1998 zastával post českého velvyslance v Izraeli, načež se opět vrátil do řad ministerstva zahraničních věcí. V letech 2005 až 2010 byl programovým ředitelem think tanku Pražský institut bezpečnostních studií (PSSI, z anglického Prague Security Studies Institute).
Od srpna 2010 byl 1. náměstkem ministra zahraničních věcí. V dubnu 2011 padalo jeho jméno v souvislosti s potřebou obsadit uvolněnou pozici ministra vnitra. Počátkem září 2011 byl jmenován státním tajemníkem pro Evropskou unii. Funkci prvního náměstka vykonával do roku 2014.
Je bratrem Jana Schneidera, bezpečnostního analytika a spolupracovníka České pozice. Spolu s dalším vysokým představitelem Ministerstva zahraničních věcí, generálním sekretářem Jaromírem Plíškem (jmenován v září 2010), stál v mládí u zrodu křesťanské hudební skupiny Ejhle, kde hrál na kytaru a zpíval. Je praktikující evangelík, veřejně se vyjadřoval například k otázce majetkového vyrovnání s církvemi a je členem redakční rady Křesťanské revue. Je ženatý a má tři děti.
Dne 15. května 2015 byl zvolen prvním náměstkem synodního kurátora Českobratrské církve evangelické. Jeho funkční období začalo v listopadu toho roku. Po šestiletém funkčním období byl v květnu 2021 zvolen synodním kurátorem.
Od ledna 2016 do konce roku 2020 byl výkonným ředitelem Aspen Institute Prague, který od 2017 nese název Aspen Institute Central Europe.